# Muyinga (commune)
 Muyinga  is een gemeente (commune) in de provincie  Muyinga in Burundi.  De hoofdplaats van de gemeente draagt dezelfde naam.